# مارچنو
مارچنو (به ایتالیایی: Marcheno) یک کومونه در ایتالیا است که در استان برشا واقع شده‌است.

## خصوصیات
مارچنو ۲۲ کیلومترمربع مساحت و ۴٬۴۴۰ نفر جمعیت دارد.